# Хорнзор (Аликовский район)
Хорнзо́р (чув. Хорнсор) — деревня в Аликовском муниципальном округе Чувашской Республики. Входила в состав Крымзарайкинского сельского поселения до его упразднения в 2022 году. 

## Общие сведения о селении
Одна улица: Кооперативная, Мира. В настоящее время деревня в основном газифицирована.

### География
Хорнзор расположена северо-западнее административного центра Аликовского района на 9 км. Рядом с деревней течёт речка Сорма.

### Климат
Климат умеренно континентальный с продолжительной холодной зимой и тёплым летом. Средняя температура января −12,9 °C, июля 18,3 °C, абсолютный минимум достигал −44 °C, абсолютный максимум 37 °C. За год в среднем выпадает до 552 мм осадков.

### Демография
Население — 101 человек (2006 г.), из них большинство женщины.

### Известные уроженцы
- Александрова, Галина Анатольевна (род. 1976) — российская легкоатлетка, бронзовый призёр чемпионатов мира (2000, 2009) в командном зачёте в составе команды России; неоднократный призёр чемпионатов России в беге.
- Афанасьев, Егор Афанасьевич — чувашский поэт.

## История
До 1927 года деревня входила в Аликовскую волость Ядринского уезда. 1 ноября 1927 года — в составе Аликовского района, после 20 декабря 1962 года — в Вурнарском районе. С 14 марта 1965 года снова в Аликовском районе.

## Связь и средства массовой информации
- Связь: ОАО «Волгателеком», Би Лайн, МТС, Мегафон. Развит интернет ADSL технологии.
- Газеты и журналы: Аликовская районная газета «Пурнăç çулĕпе»-«По жизненному пути» Языки публикаций: Чувашский, Русский.

- Телевидение:Население использует эфирное и спутниковое телевидение, кабельное отсутствует. Эфирное телевидение позволяет принимать национальный канал на чувашском и русском языках.